# Rosse olifantspitsmuis
De rosse olifantspitsmuis (Galegeeska rufescens) is een zoogdier uit de familie van de springspitsmuizen (Macroscelididae). De wetenschappelijke naam van de soort werd voor het eerst geldig gepubliceerd door Wilhelm Peters in 1878.

## Taxonomie
De soort werd voorheen ingedeeld in het geslacht Elephantulus, maar uit onderzoek uit 2021 bleek dat het een zustersoort is van de somaliolifantspitsmuis (Galegeeska revoilii). Hierom werd het verplaatst naar het geslacht Galegeeska.

## Kenmerken
Deze soort heeft een witte oogring met daarachter een donkere vlek. De bovendelen zijn grijs tot bruin, afhankelijk van de bodemkleur. De lichaamslengte bedraagt 12 tot 12,5 cm, de staartlengte 13 tot 14 cm en het gewicht 25 tot 60 gram.

## Leefwijze
Naast kleine ongewervelden eet dit dier ook vruchten, zaden en knoppen.

## Voortplanting
Na een draagtijd van 50 tot 60 dagen worden 1 tot 2 jongen geboren. Paren verdedigen een territorium door met de achterpoten te roffelen en indringers te verjagen. Elkeen van de beide partners verjaagt zijn of haar eigen seksegenoten.

## Verspreiding
Deze vaak solitaire soort komt voor in woestijngebieden en open habitats in Oost-Afrika (Zuid- en Oost-Ethiopië).